# CBW (band)
CBW is een samenwerkingsverband van drie musici uit de jazzrock-wereld.

## Bezetting
- Larry Coryell - gitaar
- Victor Bailey - basgitaar
- Lenny White - slagwerk

## Discografie
- 2005 : Electric
- 2006 : Traffic